# Final man

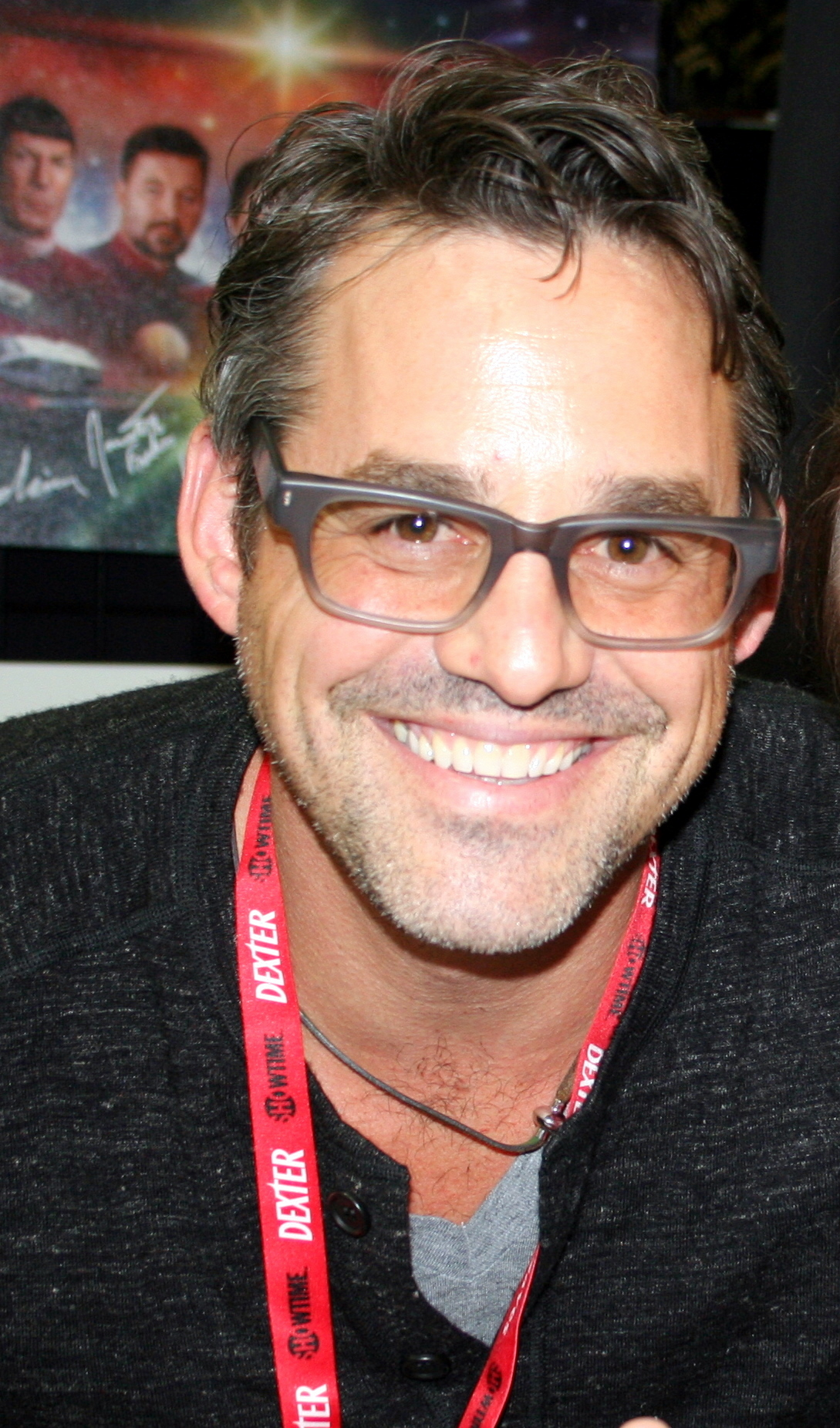
Nicholas Brendon, uno dei principali final man in Buffy l'ammazzavampiri

Con l'espressione Final man, o in alcuni casi Final boy, ci si riferisce ad una figura maschile che riesce a sopravvivere all'interno di film horror o slasher, giungendo fino alla fine.

## Descrizione
È il maschile del termine final girl, anche se quest'ultimo si distacca in quanto la final girl è spesso la protagonista del film, mentre il final man ha spesso un ruolo secondario, anche se in alcuni casi, può anche essere il protagonista; il final man inoltre viene attaccato dal cattivo e a volte può anche essere ferito gravemente.
Questa figura è meno conosciuta rispetto alla final girl per il semplice fatto che negli horror si preferisce una protagonista femminile, ma non per questo è meno importante. Il final man inoltre può esser provvisto di poteri soprannaturali, ma spesso si nasconde dietro una faccia buffa e insicura. 
Alcuni esempi di final man sono:
- Dutch Schaefer (Arnold Schwarzenegger) - In Predator
- Ash Williams (Bruce Campbell) - Nella trilogia de La casa
- Dwight "Linus" Riley (David Arquette) - Nella quadrilogia della saga Scream
- Xander Harris (Nicholas Brendon) - In Buffy l'ammazzavampiri
- Ray Bronson (Freddie Prinze Jr.) - In So cosa hai fatto e Incubo finale
- Rupert Giles (Anthony Head) - In Buffy l'ammazzavampiri
- Alex Browning (Devon Sawa) - In Final Destination
- Clay Miller (Jared Padalecki) - In Venerdì 13 (2009)
- Ispettore Roberto Parisi (Gabriel Garko) - In viso d'angelo (2011)
- Paul (Rider Strong) - In Cabin Fever (2002)
- Hutch (Jon Foster) - In Stay Alive (2006)
- Nick Jones (Chad Michael Murray) - In La maschera di cera (2005)
- Quentin Smith (Kyle Gallner) -  In Nightmare (2010)
- Jake Tanner (Paul Wesley) - In Killer Movie (2008)
- Chris (Alexander Ludwig) - In The Final Girls (2015)
- Chad Meeks (Mason Gooding) - In Scream (2022) e (Scream VI) (2023)